# Complejo (psicología)
Complejo (del latín complectere: abrazar, abarcar; participio perfecto: complexum) es un término que indica un conjunto que totaliza, engloba o abarca una serie de partes individuales (hechos, ideas, fenómenos, procesos). Se utiliza en forma general en psicología para indicar la integración de vivencias o experiencias individuales en una experiencia de conjunto o totalizadora. El concepto es utilizado principalmente en las escuelas psicológicas y enfoques dinámicos o analíticos y mucho menos en los enfoques conductuales. Además, en un sentido coloquial y no estrictamente técnico, se habla de una persona «acomplejada» o que sufre «complejos psíquicos» cuando presenta una marcada disconformidad con alguno o varios aspectos físicos o psíquicos de su persona, los que experimenta o percibe subjetivamente con sentimientos de discapacidad.

## Utilización del concepto por la psicología cognitiva y la psicología de la Gestalt
Desde el punto de vista de la psicología cognitiva se usa el concepto complejo para los agrupamientos asociativos de ideas, cogniciones, huellas o productos de procesos mnémicos que se han estructurado como fundamentos para procesos de integración de pensamiento y aprendizaje.
En el campo clásico de la psicología de la memoria, el término «complejo» se utilizó también en un sentido similar. En particular, aproximaciones desde la psicología de la Gestalt utilizaron el concepto de «complejo de ideas» (Vorstellungskomplex) en sus definiciones iniciales, respecto de los procesos psíquicos de recordar y olvidar, enunciando un principio de funcionamiento denominado «tendencia a la reproducción inicial» de acuerdo al cual cada parte fragmentaria de un complejo de ideas que accede nuevamente a la consciencia (que es recordada) posee la tendencia a reproducir todo el complejo de ideas o pensamientos, de manera completa, y a seguir el hilo ideacional desde su inicio.

## Definición en psicoanálisis
En psicoanálisis designa el agregado estructurado de deseos, ideas, pensamientos y mociones inconscientes que al ser percibidos como perturbadores, han sido desplazados o reprimidos y que tienden a retornar de diversas formas, permaneciendo como complejos psíquicamente activos, aplicándose, sin embargo casi exclusivamente a los conceptos de complejo de Edipo y complejo de castración. En la definición de J. Laplanche y Jean-Bertrand Pontalis, se enfatiza apuntando a un «conjunto organizado de representaciones y recuerdos dotados de intenso valor afectivo, parcial o totalmente inconscientes». Según recoge esta descripción, los complejos se forman en la infancia y constituyen un producto de la estructuración de los vínculos tempranos, abarcando diversas áreas del funcionamiento psicológico (afectos y emociones, pero también actitudes y repertorio conductual).
Para Freud, sin embargo, el concepto de «complejo» pronto resultó impreciso. Ya en 1914 afirma que aunque se puede reconocer la popularidad y utilidad (hasta incluso el carácter imprescindible para ciertas descripciones) de la introducción del concepto por parte de Jung, muchas veces resultaría desde el punto de vista teórico, muy poco satisfactorio.
Más precisamente, Freud señala al respecto:

Una tercera contribución de la escuela suiza, que quizá debe acreditarse íntegramente a Jung, no puedo yo tasarla en tanto como hicieron muchas personas ajenas a la materia. Aludo a la doctrina de los complejos, surgida de los Diagnostischen Assoziationsstudien [Estudios diagnósticos de la asociación] (1906-09). No dio por resultado una teoría psicológica ni pudo articularse de una manera natural con la trabazón de las doctrinas psicoanalíticas. En cambio, la palabra «complejo», término cómodo y muchas veces indispensable para la síntesis descriptiva de hechos psicológicos, ha adquirido carta de ciudadanía en el psicoanálisis. Ningún otro de los nombres y designaciones que el psicoanálisis debió inventar para sus necesidades ha alcanzado una popularidad tan grande ni ha sido objeto de un empleo tan abusivo en perjuicio de formaciones conceptuales más precisas. En el lenguaje cotidiano de los psicoanalistas empezó a hablarse de «retorno del complejo» cuando se aludía al «retorno de lo reprimido», o se contrajo el hábito de decir «Tengo un complejo contra él» donde lo único correcto habría sido «una resistencia».

Sin embargo, Freud había recogido este término de Jung en 1906, utilizándolo como concepto importante de su escrito La indagatoria forense y el psicoanálisis, por lo que la divergencia posterior respecto de este término debe comprenderse en el contexto de una separación más profunda de posiciones teóricas entre Freud y Jung que excede los marcos de esta discrepancia. 
Independientemente de las vicisitudes y giros que tomó la discusión en una época en que se elaboraba aún el edificio teórico del psicoanálisis y donde se produjeron las más importantes escisiones en el «movimiento» psicoanalítico, el psicoanálisis mantuvo siempre el término para el concepto compuesto «complejo de Edipo», así como también para el «complejo de castración». Más raramente (y en un sentido diverso del que se alude en el contexto del arquetipo «madre» descrito por Jung) también se pueden leer en Freud los términos compuestos «complejo paterno» «complejo materno», o «complejo fraternal», pero todos ellos remiten en difinitiva a la estructura del complejo de Edipo.

## Como entidad conceptual clave en la psicología analítica de Carl Gustav Jung
En la psicología analítica, o psicología de los complejos, el concepto tiene un desarrollo mucho más amplio y una importancia explicativa mucho más específica. Los autores connotados de las más diversas escuelas psicológicas y, como se ha señalado más arriba, el propio Freud, atribuyen la introducción de este concepto a Carl Gustav Jung.
En este contexto, el término define a aquel conjunto de conceptos o imágenes cargadas emocionalmente que actúa como una personalidad autónoma escindida. En su núcleo se encuentra un arquetipo revestido emocionalmente. En su primera definición, Jung entendía por complejo el «conjunto de representaciones relativas a un determinado acontecimiento cargado de emotividad». Definición ampliada sustancialmente en 1920 con la inclusión del «núcleo», y completada finalmente en 1934 con la diferenciación entre un aspecto en el que predominaba lo emocional y otro en el que predominaba el significado.
En sus Consideraciones generales sobre la teoría de los complejos (1934) introduce la consideración de que todo el mundo sabe hoy que uno «tiene complejos» pero que es menos conocido que los complejos le tienen a uno. Toda constelación de complejos deja palpable un estado alterado de consciencia, una ruptura de la unidad de la consciencia dificultándose tanto la voluntad como la memoria. Consecuentemente, el complejo es un factor psíquico cuya valencia energética supera temporalmente al de la consciencia. Un complejo activo nos reduce momentáneamente a un estado de falta de libertad, de pensamientos y actos obsesivos.
Jung define un «complejo sentimentalmente acentuado» como

la imagen de una situación psíquica determinada, intensamente acentuada desde el punto de vista emocional y que además se revela como incompatible con la habitual situación o actitud consciente. Esta imagen es de una gran homogeneidad interna, tiene su propia totalidad y, al mismo tiempo, dispone de un grado de autonomía relativamente elevado, lo que significa que apenas está sometida a las disposiciones de la consciencia y, por lo tanto, se comporta como un corpus alienum vivo dentro del espacio de la consciencia. Generalmente, el complejo se puede suprimir con un esfuerzo de voluntad, pero no se puede eliminar, y en cuanto se presenta la ocasión aparece de nuevo con la misma fuerza que tenía en origen.

El carácter de psique parcial autónoma del complejo se vislumbra en la personificación de los sueños o en forma de «voces» en ciertas psicosis. Sin embargo, el origen más frecuente del complejo como psique parcial escindida no reside en la psicopatología sino

en el conflicto moral derivado de la aparente imposibilidad de afirmar la totalidad de la esencia humana.

En definitiva

Los complejos son en realidad las unidades vivas de la psique inconsciente, cuya existencia y naturaleza sólo podemos reconocer gracias a aquéllos. De hecho, si no hubiera complejos, lo inconsciente, tal y como aparece en la psicología de Wundt, no sería más que un residuo de ideas mortecinas, «oscuras», o bien a fringe of consciousness, como lo llama William James.

Jung, que adoptó el término de su maestro Pierre Janet, concebía el complejo como la via regia a lo inconsciente.

No obstante, la via regia hacia lo inconsciente no son los sueños, como opina él, sino los complejos, que son los causantes de los sueños y de los síntomas. Esta vía es de naturaleza menos regia, ya que el camino señalado por el complejo se asemeja más a una senda accidentada y con muchas revueltas, que a menudo se pierde en la maleza y casi nunca llega al corazón de lo inconsciente, sino a sus aledaños.

### Experimento de asociación de palabras
Por lo tanto, el territorio que exploró Jung al comienzo de su carrera como psiquiatra sería un inconsciente poblado por complejos al que posteriormente denominaría inconsciente personal. Antes de observar de cerca el complejo del yo o la naturaleza de la consciencia, comenzó a trazar el mapa de esta área de la psique mediante una herramienta científica muy respetada a principios del siglo XX: el experimento de asociación de palabras. Fue durante el transcurso de dichos estudios experimentales cuando Jung comenzó a utilizar el término complejo tomado en un principio del psicólogo alemán Theodor Ziehen y luego enriquecido y ampliado producto de su propia investigación y teorización. Término posteriormente adoptado por Sigmund Freud y el psicoanálisis hasta la rúptura de ambos.
Jung supuso que las perturbaciones de la consciencia que se registraban y medían como respuestas a estímulos verbales podían ser resultado de asociaciones inconscientes evocadas por las palabras enunciadas, tesis compartida por Freud en La interpretación de los sueños. La estimulación de esta red de material asociado, compuesto por recuerdos, fantasías, imágenes y pensamientos reprimidos, provoca una perturbación de la consciencia. Las señales de dichas perturbaciones son los indicadores de la presencia de los complejos inconscientes. Todo ello convenció a Jung de la presencia ineludible de entidades psíquicas fuera de la consciencia, satélites respecto de la consciencia del yo, causándole perturbaciones sorprendentes y abrumadoras. Dichas perturbaciones de los complejos deben diferenciarse de las provocadas por factores apremiantes originados en el ambiente externo, aun cuando ambas pueden y suelen estar íntimamente relacionadas.

### Constelación
Al inicio de sus Consideraciones generales sobre la teoría de los complejos (1934) Jung realiza una presentación del experimento de asociación de palabras. En ella señala que la situación experimental por sí misma conduce a la constelación de complejos. Es decir, que diferentes personalidades se afectan mutuamente y que entrando en interacción se crea un campo psíquico que estimula los complejos. El término constelación alude así a la creación de un momento cargado psicológicamente, donde la consciencia se ve perturbada por un complejo o está a punto de serlo.

Bajo este concepto se expresa que la situación exterior provoca un proceso psíquico consistente en la recopilación y provisión de ciertos contenidos. La expresión «estar constelado» significa que uno adopta una actitud de prevención expectante, a partir de la cual reaccionará de una manera muy determinada. La constelación es un proceso automático que surge involuntariamente, por lo que nadie puede evitarla. Los contenidos constelados son determinados complejos que poseen su propia energía específica.

Las reacciones a un complejo son bastante predecibles una vez que se conocen los complejos específicos de un individuo (erótico, infantil, materno, paterno, poder, etc).

### Estructura del complejo: complejo y arquetipo
Los complejos tienen un carácter cuasi-instintivo. Actúan como instintos al generar reacciones espontáneas ante determinadas situaciones o personas, pero no son puramente innatos del mismo modo que lo son los instintos. En gran parte, los complejos son producto de la experiencia: trauma, interacciones y patrones familiares, condicionamiento cultural. Pero todo ello se combina con elementos innatos denominados por Jung imágenes arquetípicas, conformándose así la totalidad del complejo. Los complejos son lo que permanece en la psique una vez digerida y reconstruida la experiencia en forma de objetos internos, de ahí la equivalencia de los complejos humanos a los instintos de otros mamíferos. Las imagos o complejos son instintos humanos construidos.
La estructura del complejo está constituida por imágenes asociadas y recuerdos congelados de eventos traumáticos reprimidos en el inconsciente. El "pegamento" que entreteje y mantiene en su sitio los elementos asociados del complejo es la emoción. El elemento nuclear es la imagen y experiencia que conforma el complejo. Dicho núcleo se compone a su vez de dos partes:
1. Una imagen o huella psíquica del trauma original.
2. Una pieza innata o arquetípica ligada a dicha experiencia.

El núcleo dual del complejo va creciendo al acumular asociaciones a lo largo de toda una vida.

Al investigar los fenómenos de asociación, he mostrado que existen ciertas agrupaciones de elementos psíquicos en torno a los contenidos sentimentalmente acentuados, denominados complejos. El contenido sentimentalmente acentuado, el complejo, consta de un elemento nuclear y de un gran número de asociaciones secundarias. El elemento nuclear presenta dos componentes: en primer lugar, una condición que viene dada por la experiencia, es decir, una vivencia que está causalmente vinculada al entorno; en segundo lugar, una disposición natural inmanente al carácter individual.

Los complejos son creados por traumas. Previamente al trauma, la pieza arquetípica preexiste como imagen y fuerza que motiva, pero carente de la perturbarción y angustias propias del complejo. El trauma genera en la memoria una imagen cargada emocionalmente que se vincula con una imagen arquetípica. La unión de las dos imágenes produce una estructura estable. La energía propia de dicha estructura permite a su vez enlazar más imágenes secundarias y constituir así una red psíquica. Con ello el complejo se extiende enriqueciéndose con experiencias similares ulteriores.
Resulta imprescindible clarificar que el concepto de trauma no remite exclusivamente a un conflicto de naturaleza externa sino también a un evento interno en la psique individual, a un conflicto moral derivado de la aparente imposibilidad de afirmar la totalidad de la esencia humana. Consecuentemente, todos disponemos de complejos en la medida en que su origen viene determinado no ya por traumas evidentes sino por la imposibilidad del ser humano de expresar la totalidad de su naturaleza al ser permanentemente coartada por las diversas limitaciones sociales y culturales.

#### Un ejemplo
Si un hombre, por el carácter de sus respuestas emocionales, le recuerda a una mujer el trato ofensivo que recibió de su padre, es muy probable que provoque la constelación del complejo paterno de esa mujer. Si la mujer se relaciona con ese hombre temporalmente, se irá agregando material al complejo. Si el hombre llega a abusar de ella, el complejo paterno negativo aumentará y se reforzará, la mujer se volverá aún más reactiva a situaciones en las cuales se produce una constelación del complejo paterno. Cada vez más, tratará de evitar cualquier contacto con hombres parecidos o puede que se sienta irracionalmente atraída hacia ellos. En ambos casos la vida de esa mujer se va haciendo cada vez más restringida por el complejo. Cuanto más fuerte es el complejo, más se restrige el rango de libertad de elección del yo.

#### Psicoterapia
La psicoterapia permite reestructurar la personalidad del individuo a través de la transferencia. Al situarse el analista en el lugar de las distintas figuras de la psique y provocar así la constelación de un complejo, el paciente puede disponer de una experiencia diferente de las mismas, lo que permite agregar material al viejo complejo creando un nuevo estrato a su alrededor. Esta nueva estructura no sustituye a la anterior pero sí la modifica hasta el punto de que el complejo no restrinja la vida del individuo de un modo tan debilitante.